# Stegopterna trigonium
Stegopterna trigonium är en tvåvingeart som först beskrevs av Carl Erik Lundström 1911.  Stegopterna trigonium ingår i släktet Stegopterna, och familjen knott. Arten är reproducerande i Sverige.